# 黒田久孝

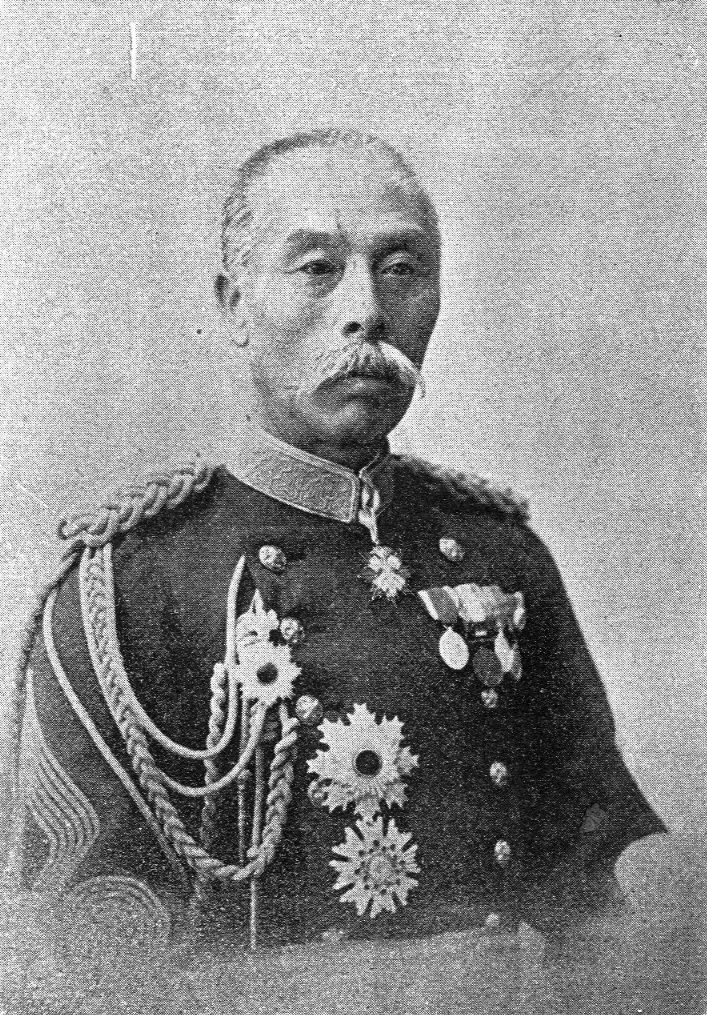
黒田久孝（1898年）

黒田 久孝（くろだ ひさたか、1845年12月29日（弘化2年12月1日） - 1900年（明治33年）12月4日）は、幕末の幕臣。明治期の陸軍軍人、華族。最終階級は陸軍中将。男爵。旧名は久馬介、久馬。

## 経歴
本籍静岡県。江戸で幕臣・黒田甚左衛門の息子として生まれる。嘉永6年（1853年）家督を相続。小十人組、大番格砲兵差図役を務めた。慶応3年（1867年）横浜でフランス式の伝習を受けて、慶応4年（1868年）の鳥羽・伏見の戦いで砲兵差図役頭取として参戦した。
沼津兵学校で三等教授方、二等教授方を勤める。同校の兵部省移管に伴い明治政府に出仕した。
1879年（明治12年）3月、陸軍士官学校次長兼学科提理となる。1881年（明治14年）10月、東京砲兵工廠提理兼砲兵第1方面提理へ異動し、翌年2月、砲兵大佐に昇進した。
1886年（明治19年）3月、参謀本部海防局長を兼ね、さらに同年10月、臨時砲台建築部事務官を兼務した。1889年（明治22年）12月、砲兵会議議長に就任。1890年（明治23年）9月、陸軍少将に進級し、翌月、野戦砲兵監となった。1894年（明治27年）9月、第1軍砲兵部長に発令され日清戦争に出征した。
1895年（明治28年）4月、東京湾要塞司令官に就任し、同年8月20日、日清戦争の功績により男爵を叙爵し華族となった。1896年（明治29年）5月、東京防禦総督部参謀長に就任し、1897年（明治30年）4月、陸軍中将に進み東京湾要塞司令官に再任された。同年10月、東宮武官長に就任し、在職中に死去した。墓所は青山霊園。

## 栄典
位階
- 1890年（明治23年）10月8日 - 従四位[6]

勲章等
- 1885年（明治18年）11月19日 - 勲三等旭日中綬章[7]
- 1889年（明治22年）11月29日 - 大日本帝国憲法発布記念章[8]
- 1895年（明治28年）
  - 5月23日 - 勲二等瑞宝章[9]
  - 8月20日 - 男爵・功三級金鵄勲章・勲二等旭日重光章[10]
- 1900年（明治33年）5月10日 - 勲一等瑞宝章[11]

## 親族
- 養子 黒田善治（男爵、陸軍少将）[1]
- 三女 文子（善治の妻）[1]